# Murau
Murau là một đô thị thuộc huyện Murau thuộc bang Steiermark, nước Áo. Đô thị Murau có diện tích 10,75 km², dân số thời điểm cuối năm 2005 là 2191 người. Đây là thủ phủ của huyện cùng tên, nằm bên sông Mur.

## Cư dân nổi tiếng
- Ulrich von Liechtenstein (khoảng 1200-1275), nhà thơ
- Fritz Haas (1890-1968), kiến trúc sư
- Brunner & Brunner, duo âm nhạc
- Klaus Ofner (* 1968)